# Majdan Pieniacki
Majdan Pieniacki (ukr. Майдан-Пеняцкий) – dawna wieś w rejonie brodzkim obwodu lwowskiego. Leżała ok. 2 km na południowy wschód od Podhorców.

## Historia
Dawniej gmina jednostkowa, w 1921 roku licząca 511 mieszkańców. W II Rzeczypospolitej, od 1934 należał do gminy wiejskiej Jasionów w powiecie brodzkim województwa tarnopolskiego.
W czasie okupacji niemieckiej mieszkająca tutaj polska rodzina Schnitzerów ukrywała Żydów. W 1998 roku Instytut Jad Waszem uhonorował za to Józefa i Józefę Schnitzerów oraz ich dzieci Marię Huzarską z d. Schnitzer i Juliana Michalskiego vel Schnitzera tytułami Sprawiedliwych wśród Narodów Świata.
Po II wojnie światowej włączony do Ukraińskiej SRR w ZSRR, do rejonu ponikowickiego w obwodzie lwowskim, gdzie stanowił radę wiejską.